# 스티븐 스트레이트
스티븐 스트레이트(Steven Strait, 1986년 8월 23일 ~ )는 미국의 배우이다.

## 작품 목록
- 애프터